# 质子化
在化学中，质子化是原子、分子或离子获得质子（H+）的过程。
简单的可以理解为和质子化合， 即结合一个质子，一般都是该物质有孤对电子，所以可以通过配位键结合一个质子。如H2O变成H3O+，NH3变成NH4+等等。
质子化的逆过程是去质子化。
质子化可能是最基本的化学反应，是很多化学计量和催化过程中的一步。一些多元离子和原子可以进行多次质子化，例如很多生物高分子。
基底经过质子化後，其中每一种粒子的质量和电荷都增加了一个单位。分子质子化或去质子化後，很多化学性质都发生了改变，不仅限於电荷和质量，如亲水性、还原势、光学特性等。在特定的分析步骤中，如电喷雾质谱，质子化是必需的一步。
质子化和去质子化会发生在大多数酸碱反应，是大多数酸碱反应理论的核心。布朗斯特-劳里酸被定义为将另一物质质子化的化学物质。

## 质子化和去质子化的速率
质子化一般很快，主要是因为质子在水中的浓度很高。质子化的速率与被质子化物质的酸性有关。弱酸的去质子化速率慢於强酸。当质子化引起重要的结构改变时，质子化和去质子化的速率可能会变得特别慢。

## 可逆性与催化剂
通常，质子化是可逆的，质子化後的共轭碱基没有改变。但是在一些情况中，质子化导致了异构化。在如催化剂用量的质子化试剂中，顺式烯烃可以被转化成反式烯烃。很多酶，如丝氨酸水解酶的正常工作的机理涉及到基底的可逆质子化。